# Carson (Kalifornija)
Carson je grad u američkoj saveznoj državi Kalifornija. Prema popisu stanovništva iz 2010. u njemu je živjelo 91,714 stanovnika.